# Frank Westerman
Frank Martin (Frank) Westerman, né le 13 novembre 1964 à Emmen, est un journaliste et écrivain néerlandais.

## Biographie
Westerman a grandi à Assen, en tant que fils d'un ingénieur agricole. Il a étudié la technique des cultures tropicales à l'université des sciences agronomiques de Wageningue.

En 1987, à Puno, au Sud du Pérou, il a étudié les méthodes d'irrigation de l'époque pré-colombienne des Aymaras, dans les Andes. C'est à cette époque qu'il écrivit ses premiers reportages journalistiques.

En 1992, Frank Westerman devint correspondant pour le quotidien néerlandais de Volkskrant à Belgrade. En tant que reporter de NRC Handelsblad, il a couvert de nombreux événements d'actualité. Avec son collègue Bart Rijs, il a fait partie des seuls journalistes à avoir réussi à pénétrer à Srebrenica lors du massacre de 1995. Ils y ont écrit le livre 'Het Zwartste Scenario' (traduction littérale : Le Scénario le plus noir) où ils ont reconstitué, grâce à des documents secrets et des témoignages, l'histoire des années de guerre à Srebrenica.

Entre 1997 et 2002, il fut correspondant à Moscou.

Depuis 2002, Frank Westerman se consacre à plein temps à l'écriture dans la ville d'Amsterdam.